# Williams FW42
A Williams FW42 egy Formula–1-es versenyautó, amelyet a Williams F1 tervezett a 2019-es Formula–1 világbajnokságra. A csapat két pilótája a regnáló Forma-2-es bajnok George Russell, és a nyolc éves kihagyás után visszatérő Robert Kubica voltak. A csapat elvesztette korábbi főszponzorát, helyette egy mobiltelefon-gyártó cég, a ROKiT lett a névadó szponzor. Ennek megfelelően az autó színe ismét változott, a fehér alapszínen jellegzetes színátmenetes világoskék jelent meg a fekete mellett.

## Áttekintés
Az előző évi rossz eredményeket az autó tervezési hibái okozták. Sajnos az FW42-es sem volt mentes ezektől. A szezon előtti teszteken két és fél napot ki kellett hagyniuk, mert az autó egész egyszerűen nem készült el időben. Ezután a tesztek során főként aerodinamikai méréseket kellett végezniük, igazán gyors körökre nem mehettek el, részben az autó félkészsége, részben a tartalék alkatrészek hiánya miatt. Így a csapatok közül a legkevesebb kört ők teljesítették, közel 2 másodperces hátrányban Sebastian Vettel legjobb eredményéhez képest.
Később bebizonyosodott, hogy az autó konstrukciója alapvető hibáktól szenved, amelyek kijavítása hónapokig is eltarthat. Az autó tapadása csapnivaló volt, vezethetősége gyatra, a pótalkatrészek hiánya miatt pedig nem lehetett a határokon sem autózni vele, mert egy esetleges sérülés hátrányos lett volna. Ha ez még nem lett volna elég, felmerült a gyanúja, hogy esetleg két, egymástól eltérő kialakítású kasztnit sikerült építenie a csapatnak, így még azt is meg kellett vizsgálniuk, melyik a jobb, amelynek hibáit javítva esetleg előrelépést remélhettek. A legnagyobb fejtörést azonban az okozta, hogy az FIA a szezon kezdete előtt illegálisnak nyilvánította az első felfüggesztés, a légbeömlők és a visszapillantó tükrök kialakítását, amelyekre tulajdonképpen az egész autó épült, és szinte a nulláról kellett kezdeniük mindent. A blamázs miatt leváltották a fejlesztésért felelős Paddy Lowe-t, és visszatért tanácsadóként a korábbi Williams-társalapító Patrick Head.
A két pilóta közül Russell a 63-as számot választotta (bátyja gokartos száma után hagyománytiszteletből), Kubica pedig a 88-ast (a 8-ast szerette volna, de az már foglalt volt).

## A szezon
Ausztráliába a csapat már a szabályoknak megfelelően átalakított autóval érkezett, ami sajnos még lassabb volt, mint a teszteken. Három-négy másodperces lemaradásban voltak az első helyen álló versenyzőkhöz képest, és a versenyt is utolsóként fejezték be, csak a kiesett pilótákat megelőzve. Bahreinben, Kínában és Azerbajdzsánban ugyanez volt a helyzet, minimális tempóbeli előrelépés történt csak. A csapat a Spanyol Nagydíjon mutatta be új fejlesztéseit azzal, hogy sikertelenség esetén a további fejlesztéseket azonnal le is állítják. A csapat fokozatosan próbált lefaragni hátrányából, több-kevesebb sikerrel. A kaotikus Német Nagydíjra több új fejlesztéssel érkeztek, ezeket különféle problémák miatt nem tudták teljeskörűen kihasználni, így nagy előrelépés nem történt. Viszont mivel a két Alfa Romeót utóbb büntetéssel sújtották, így Kubicát 10. helyen rangsorolták, így a csapat megszerezhette első (és a szezonban utolsó) pontját. A magyar futamon Russell éppen hogy csak lemaradt a Q2-be jutásról az időmérő edzésen, és a versenyen is szépen helytállt. Ezt követően egyszer, a brazil nagydíjon jutott a legközelebb a pontszerzéshez. Annak ellenére, hogy időmérős kvalifikációs eredmények terén 21-0-ra legyőzte Kubicát, Russell volt az idényben az egyetlen pilóta, aki nem szerzett pontot.
Kubica egész évben rosszabbul teljesített, mint Russell, és ennek nemcsak egészségi állapota lehetett az oka, hanem az a vélekedése, hogy szerinte csapattársának kedveztek a Williamsnél. 2024-ben a visszatérését úgy értékelte, hogy rossz helyen volt rossz időben, és az ő szempontjából nem is alakulhatott volna mindez rosszabbul. A csapatnál akkora káosz volt az odaigazolásakor, hogy sokáig azt sem tudta, hogy ki lesz a versenymérnöke, mert mindenki elhagyta az istállót, ráadásul csak fél év késéssel kapta meg azt az egyedi kormányt, amelyiken jobb kezének állapota miatt a legtöbb kezelőszervet a bal oldalra helyeztek. Közte és a csapat közt úgy megromlott a viszony, hogy a szingapúri nagydíjon egy sajtótájékoztatón jelentette be, előre nem egyeztetett módon, hogy az év végén otthagyja a gárdát.

## Eredmények
| Év   | Csapat                | Motor                         | Abroncs | Versenyzők     | Nagydíjak | Nagydíjak | Nagydíjak | Nagydíjak | Nagydíjak | Nagydíjak | Nagydíjak | Nagydíjak | Nagydíjak | Nagydíjak | Nagydíjak | Nagydíjak | Nagydíjak | Nagydíjak | Nagydíjak | Nagydíjak | Nagydíjak | Nagydíjak | Nagydíjak | Nagydíjak | Nagydíjak | Pont | Helyezés |
| Év   | Csapat                | Motor                         | Abroncs | Versenyzők     | AUS       | BHR       | CHN       | AZE       | ESP       | MON       | CAN       | FRA       | AUT       | GBR       | GER       | HUN       | BEL       | ITA       | SIN       | RUS       | JPN       | MEX       | USA       | BRA       | UAE       | Pont | Helyezés |
| ---- | --------------------- | ----------------------------- | ------- | -------------- | --------- | --------- | --------- | --------- | --------- | --------- | --------- | --------- | --------- | --------- | --------- | --------- | --------- | --------- | --------- | --------- | --------- | --------- | --------- | --------- | --------- | ---- | -------- |
| 2019 | ROKiT Williams Racing | Mercedes-AMG F1 M10 EQ Power+ | P       | Robert Kubica  | 17        | 16        | 17        | 16        | 18        | 18        | 18        | 18        | 20        | 15        | 10        | 19        | 17        | 17        | 16        | KI        | 19        | 18        | KI        | 16        | 19        | 1    | 10.      |
| 2019 | ROKiT Williams Racing | Mercedes-AMG F1 M10 EQ Power+ | P       | George Russell | 16        | 15        | 16        | 15        | 17        | 15        | 16        | 19        | 18        | 14        | 11        | 16        | 15        | 14        | Ki        | Ki        | 18        | 16        | 17        | 12        | 17        | 1    | 10.      |

- † – Nem fejezte be a futamot, de rangsorolva lett, mert teljesítette a versenytáv 90%-át.